# تعليم إعدادي

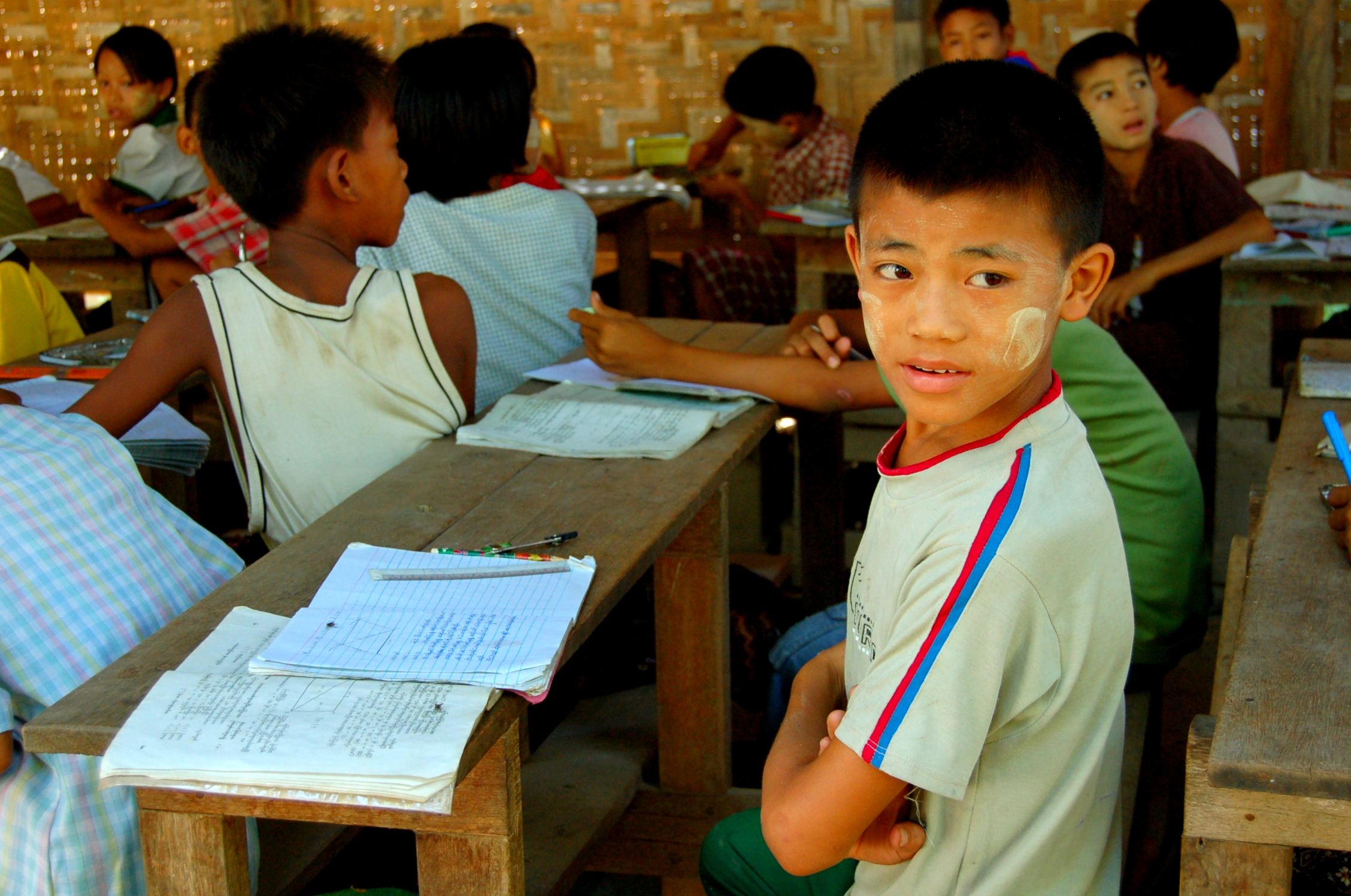

التعليم الإعدادي (يسمى أيضاً: التعليم المتوسط) هو المستوى التعليمي المتوسط، ويكون بين مرحلتي التعليم الابتدائي، و‌التعليم الثانوي، ويتكون من ثلاث أو أربع مراحل أساسية مدة كل مرحلة سنة دراسية كاملة. التعليم الإعدادي في العراق هو التعليم الثانوي، أي السنة الدراسية العاشرة والحادية عشرة والثانية عشرة.

## التعليم الأساسي
يعتبر التعليم الإعدادي - المتوسط - غالبا هو مرحلة التعليم المكملة للتعليم الأساسي، فيطلق على مرحلتي التعليم الابتدائية والإعدادية التعليم الأساسي، وقد تتواجد المرحلتين داخل سور مدرسة واحد، وتكفله الحكومات بالمجان لمواطنيها في بعض الدول.
المواد التي يتم دراستها في المرحلة المتوسطة:
1- القران الكريم
2- التربية الاسلامية
3- اللغة الرسمية
4- لغة ثانية (غير الرسمية)
5- تاريخ وجغرافيا وتربية على المواطنة
6- علوم طبيعية
7- رياضيات
8- التقنية
9- علوم فيزيائية

## المرحلة السنية
تشمل المرحلة السنية لتلاميذ هذه المرحلة الفترة بين 11 إلى 15 عاما، وهي تختلف في كل بلد حسب عدد سنوات المرحلة، وعدد سنوات المرحلة التي تسبقها المرحلة الابتدائية.

## تعليم إعدادي حسب البلد

### المملكة العربية السعودية
في المملكة العربية السعودية المدارس المتوسطة مدتها ثلاث سنوات وتأتي بعد المرحلة الابتدائية التي تتكون من 6 سنوات وتألف من الطلاب الذين تتراوح أعمارهم من 12 إلى 15، وفي ختام المرحلة المتوسطة يتخرج الطلاب لينتقلوا لمرحلة المدرسة الثانوية حينها.

### مصر
في مصر، المدرسة المتوسطة تسبق المدرسة الثانوية. يطلق عليه المرحلة الإعدادية وتتكون من ثلاث مراحل: أولا التحضيرية التي يدرس الطلاب المزيد من المواضيع الابتدائية التي لها فروع مختلفة. على سبيل المثال، يتم تدريس الجبر والهندسة بدلا من «الرياضيات». ويتم إضافة مادتي الحاسب الالي والرسم كمواد أساسية وليست ثانوية كما في التعليم الابتدائي. في المرحلة التحضيرية الثانية، والطلاب دراسة العلوم، الدراسات الاجتماعية من مصر بدءا من التاريخ الفرعوني، بما في ذلك التاريخ القبطي، التاريخ الإسلامي، وعقد مع التاريخ الحديث. يتم تدريس الطلاب بثلاث لغات (في المدارس الدولية يتم دراسة لغتين فقط العربية والإنجليزية) اللغة العربية هي إلزامية. ويتم اختيار اثنين آخرين كما الأول والثاني لغات: الإنجليزية، الفرنسية، الألمانية، الإسبانية، أو الإيطالية. المدارس المتوسطة (الإعدادية) يستمر لمدة ثلاث سنوات. [بحاجة لمصدر]

### الجزائر
في الجزائر، وتضم مدرسة متوسطة الصفوف من 6 إلى 10، التي تتألف من الطلاب الذين تتراوح أعمارهم بين 11 إلى 16 سنة. يتم في هذه المرحلة دراسة مجموعة من المواد والتي تنقسم إلى مواد أساسية وأخرى ثانوية وتتمثل هذه المواد في: اللغة العربية. اللغة الفرنسية. اللغة الإنجليزية. التربية الإسلامية.رياضيات. علوم الطبيعة. فيزياء. تاريخ وجغرافيا. رسم. موسيقى. تربية بدنية. وتدرس هذه المواد لمدة سنة بداية من شهر سبتمبر إلى غاية شهر ماي. ويتم اجتياز الامتحانات على ثلاثة مواسم الموسم الأول في شهر ديسمبر والموسم الثاني في شهر مارس والموسم الثالث والنهائي شهر جوان. وبعد اجتياز الامتحانات يحضى التلاميذ بعطلة تقدر مدتها بخمسة عشرة يوما في حين أن العطلة الصيفية والتي تأتي مباشرة بعد اجتياز امتحانات الموسم الثالث فتقدر بشهرين.

### تونس والمغرب
في تونس والمغرب تضم المدرسة المتوسطة الصفوف من 7 إلى 9، وتتألف من الطلاب الذين تتراوح أعمارهم من 12 إلى 15.

### لبنان
في لبنان، المدرسة المتوسطة أو المرحلة المتوسطة وتتكون من الصفوف 7 و 8 و 9. وفي نهاية 9th الصف، يتم إعطاء الطالب شهادة الدبلوم الوطني الفحص.

### أستراليا
معظم مناطق أستراليا لا تملك المدارس المتوسطة، كما يذهب الطلاب مباشرة من المدرسة الابتدائية (لسنوات K-6) إلى المدرسة الثانوية (7-12 عاما، يشار اليها عادة باسم المدرسة الثانوية).
كبديل لنموذج المدارس المتوسطة، قسمت بعض المدارس الثانوية درجاتهم في «المدرسة الإعدادية» (7 سنوات إلى 9 أو 10)، و «المدرسة الثانوية العليا» (سنة 10 أو 11 و 12). [ملاحظة 1]
في عام 1996 و 1997، اجتمع مؤتمر وطني لتطوير ما أصبح يعرف باسم مشروع التعليم المدرسي الأوسط الوطني، والتي تهدف إلى تطوير وجهة نظر الأسترالي المشترك ل
احتياجات المراهقين في وقت مبكر
المبادئ التوجيهية للمعلمين
استراتيجيات مناسبة لتعزيز التعلم المراهقين إيجابي.
وكانت أول مدرسة متوسطة تأسست في أستراليا في مدرسة أرميديل، [1] في أرميدال (حوالي 570 كيلومترا شمال سيدني، 470 على بعد كم من جنوب بريسبان، وحوالي 170 كم إلى الداخل من الساحل). وقد اتبعت المدارس منذ هذا الاتجاه، مثل مدرسة الملك.
في الإقليم الشمالي استحدث نظاما ثلاثيا يضم مدارس الأوسط لسنوات 7-9 (تقريبا الأعمار 12-15)، والمدرسة الثانوية عام 10-12. (تقريبا الأعمار 15-18) [2]
وقد أدخلت العديد من المدارس في جميع أنحاء كوينزلاند الطبقة مدرسة الأوسط داخل مدارسهم. وتغطي المدارس المتوسطة الدرجات / سنوات 5 إلى 8. [بحاجة لمصدر]
على ساحل الذهب، العليا كوميرا كلية ولاية (الإعدادية-12) لديه ثلاث مدارس فرعية. مدرسة جونيور (الإعدادية-6)، المدرسة المتوسطة (7-9) والمدرسة العليا (12/10). [3]

### أفغانستان
في أفغانستان، وتتكون المدرسة المتوسطة من 6 و 7 و 8 درجة.

### البرازيل
في البرازيل، المدرسة المتوسطة هي مرحلة الإلزامية التي تسبق المدرسة الثانوية يدعى «التعليم الأساسي» [ملاحظة 2] تتكون من الدرجات 6-9، تتراوح أعمارهم بين 11 إلى 14.

### كندا
في كندا، وحيث «المدرسة الإعدادية» و «المدرسة الثانوية» وكلاهما يستخدم، اعتمادا على درجات يخدم المدرسة ل. [4] المدارس الإعدادية تميل لتشمل فقط درجات 7 و 8 و 9 (بعض المدارس القديمة مع اسم محفور في الخرسانة، لا تزال تستخدم «الإعدادية»، كجزء من اسمها، على الرغم من الصف التاسع مفقود الآن)، في حين أن المدارس المتوسطة وعادة ما تكون الصفوف 6-8 أو الدرجات الوحيدة 7 و 8 (أي حوالي الأعمار 11-14)، تتفاوت من منطقة إلى أخرى وفقا لعدد السكان مقابل بناء القدرات أيضا. نموذج آخر شائع هو الدرجات 5-8. ألبرتا، ونوفا سكوتيا، وجزيرة الأمير إدوارد المدارس الإعدادية (لم يتم استخدام مصطلح «المدرسة الإعدادية» عادة) وتشمل الصفوف الوحيدة 7-9، مع السنة الأولى من المدرسة الثانوية كونه تقليديا الصف 10. في بعض الأماكن يذهب الطلاب من المرحلة الابتدائية المدرسة إلى المدرسة الثانوية.
يستخدم كيبيك نظام الصف الذي يختلف عن تلك الموجودة في المحافظات الأخرى. المرحلة الثانوية خمس درجات، تبدأ بعد الابتدائية الصف 6. وتسمى هذه I الثانوية لV. الثانوي

### جمهورية الصين الشعبية
في جمهورية الصين الشعبية، المدرسة المتوسطة لديها مرحلتين، المرحلة الإعدادية (الصفوف 7-9، وبعض الأماكن الصفوف 6-9) والمرحلة العليا (الصفوف 10-12). تعليم مرحلة المبتدئين هو آخر 3 سنوات التعليم الإلزامي من العمر 9 سنوات لجميع المواطنين الشباب. في حين أن كبار تعليم المرحلة هو اختياري ولكن تعتبر تمهيدا حاسما للتعليم الجامعي. بعض المدارس المتوسطة على حد سواء مراحل بينما البعض بإحدى هاتين العقوبتين.
القبول بالنسبة لمعظم الطلاب على الانخراط في المدارس المتوسطة العليا من المرحلة الإعدادية هي على أساس الدرجات التي يحصلون في «المدرسة العليا الأوسط امتحان القبول»، [مذكرة 3] التي تقام من قبل الحكومات المحلية. طلاب آخرين قد يتجنب الامتحان، استنادا إلى مواهبهم المتميزة، مثل ألعاب القوى، أو الأداء اليومي الممتاز في المرحلة الإعدادية.

### الجمهورية التشيكية
في الجمهورية التشيكية بعد استكمال تسع سنوات المدرسة الابتدائية (التعليم المدرسي الإلزامي) يجوز للطالب التقدم بطلب للحصول المدرسة الثانوية (صالة للألعاب الرياضية). [5]
الطلاب لديهم الفرصة للالتحاق في المدرسة الثانوية من الصف 5 أو (أقل شيوعا [بحاجة لمصدر]) الصف 7 من المدرسة الابتدائية، والإنفاق ثمانية أو ستة سنوات على التوالي في المدرسة الثانوية التي تأخذ إلا أربع سنوات. وبالتالي يمكنهم قضاء خمس سنوات في المدرسة الابتدائية، تليها ثمانية في المدرسة الثانوية. في السنوات الأربع الأولى من برنامج الدراسة التي استمرت ثماني سنوات في المدرسة الثانوية قابلة للمقارنة مع المدرسة الثانوية. [بحاجة لمصدر] وتركز صالة للألعاب الرياضية على النهج الأكاديمي أكثر تقدما في التعليم. [بحاجة لمصدر] جميع أنواع أخرى من المدارس الثانوية باستثناء القاعات الرياضية والموسيقية (على سبيل المثال مدارس ثانوية) قبول الطلاب الوحيد الذي أنهى الصف 9. [5]

### فرنسا
في فرنسا، في الفترة ذاتها إلى المدرسة الوسطى هي كوليج، الذي يستمر أربع سنوات من Sixième (السادس، أي ما يعادل الكندية والأمريكية الصف 6) إلى Troisième (الثلث، أي ما يعادل الكندية والأمريكية الصف 9)، واستيعاب التلاميذ الذين تتراوح أعمارهم بين 11 و 15. وعند الانتهاء من هذه الأخيرة، ويتم منح الطلاب شهادة البريفيه قصر إعدادية إذا ما حصلوا على مبلغ معين من النقاط في سلسلة من الاختبارات في مختلف المواضيع (الفرنسية، والتاريخ / الجغرافيا والرياضيات) والامتحانات الشفوية (التاريخ الفنون). ثم يمكنهم دخول المدرسة الثانوية (وتسمى مدرسة الليسيه)، الذي يستمر ثلاث سنوات من Seconde إلى الانتهائي حتى البكالوريا، وخلالها يمكن أن تختار جنرال أو المجال المهني من الدراسة. [6]

### جبل طارق
هناك أربع مدارس متوسطة في جبل طارق، وفقا لنموذج اللغة الإنجليزية من المدارس التي تعتبر في منتصف الأساسي استيعاب التلاميذ الذين تتراوح أعمارهم بين 8 و 12 (المنهاج الوطني سنوات 4-7). فتحت المدارس في عام 1972 عندما أدخلت الحكومة التعليم الشامل في البلاد. [7]

### الهند
أطفال مدرسة الأوسط الهندي يرتدون الزي العسكري، Hnahthial، ميزورام، الهند
CBSE (المجلس المركزي للتعليم الثانوي) يصنف مدرسة الأوسط على أنه مزيج من السفلى (الدرجة 1-5) وأعالي الابتدائية (الدرجة 5-8). [8]
هناك مجالس الوسطى الأخرى / مجالس مثل CISCE (مجلس المدرسة الهندية امتحان شهادة).
ولكل ولاية مجلس الدولة الخاصة به. كل له معاييره الخاصة، والتي قد تكون مختلفة عن المجالس الوسطى. [8]
في بعض المؤسسات، وتوفير التعليم لل5 إلى 10 هي المعروفة باسم المدرسة الثانوية. [8]

### اندونيسيا
في إندونيسيا، تغطي المدارس المتوسطة تتراوح أعمارهم بين 12 إلى 15 أو الدرجة 7 إلى 9 فئة [ملاحظة 4]
على الرغم من أن التعليم الإلزامي ينتهي في الإعدادية، ومعظم مواصلة التعليم العالي. هناك حوالي 22,000 المدارس المتوسطة في اندونيسيا مع ملكية متوازنة بين القطاعين العام والخاص. [9]

### إيران
إيران تدعو المدرسة الإعدادية الثانوية، والتي تقدم خدماتها للأطفال الذين تتراوح أعمارهم 13 و 16، أي 7، 8 و9th الصف.

### اليابان
المدارس الثانوية (中学校chūgakkō) تخدم سنوات 12 إلى 15.

### إيطاليا
في إيطاليا ما يعادل هو «سكولا secondaria دي بريمو جرادو» الذي كان يسمى سابقا وعادة «المدرسة المتوسطة الدنيا» (سكولا وسائل الإعلام إنفيريور)، في كثير من الأحيان اختصارها إلى «مدرسة الوسطى» (سكولا وسائل الإعلام). عندما «سكولا secondaria دي SECONDO جرادو»، أي ما يعادل المدرسة الثانوية، وكان يسمى سابقا «المدرسة العليا الوسطى» (سكولا وسائل الإعلام سوبريور)، ويطلق عليه "Superiori". المدرسة المتوسطة يدوم ثلاث سنوات من عمر الطالب من 11 إلى سن ال 14. منذ عام 2009، بعد «إصلاح Gelmini»، تم تغيير اسم المدرسة المتوسطة «سكولا secondaria دي بريمو جرادو» («المدرسة الإعدادية»).

### ماليزيا
في ماليزيا،-مرحلة ما قبل المدرسة (رياض الأطفال ويعني) للأطفال من 5-6 سنوات من العمر. 7-12 سنة من العمر الأطفال حضور المدرسة الابتدائية / مدرسة الابتدائية [ملاحظة 5] من المعيار 1 إلى معيار 6. وهناك ثلاثة أنواع من التعليم اعتمادا على اللغة المنطوقة الطفل: الملايو، الماندرين، والتاميل. 13-17 سنة طلاب القدامى الدراسة في المدرسة الثانوية / المدارس الثانوية. يتم ترقيم هذه المدارس من نموذج إلى نموذج 1 5. وهناك أيضا نموذج اختياري 6 (قبل الجامعي أو ما يعادل مستوى). وينقسم هذا إلى انخفاض نموذج 6 نموذج والعلوي قد 6. يختار الطلاب لدراسة دورات أخرى مماثلة بدلا من أخذ نموذج 6 فصول.
ويطلق على شكل 1-3 الطلاب طلاب الثانوي [ملاحظة 6] وتسمى شكل 4-6 طلاب الثانوي. [ملاحظة 7]
هناك ثلاثة امتحانات رئيسية هي: 1) المعيار 6. 5 المواد الدراسية للمدارس الملايو (المدارس الحكومية) و 7 موضوعات للمدارس غير الحكومية الصينية والمدارس التاميل ()، 2) نموذج 3. 7 موضوعات للطلاب غير المسلمين و 8 مواضيع للطلاب المسلمين، و3) نموذج 5. O مستوى يعادل -subjects متفاوتة، وفقا لالاختيارية المواضيع وإضافية يختارها الطلاب. [بحاجة لمصدر]

### المكسيك
في المكسيك، ويسمى نظام المدارس المتوسطة Secundaria ويتكون عادة من ثلاث سنوات، الصفوف 7-9 (الأعمار: 7: 12-13، 8: 13-14، 9: 14-15). يتم الانتهاء منه بعد PRIMARIA (المدرسة الابتدائية، حتى الصف 6: 6-12 سنة) وقبل Preparatoria / البكالوريا (الثانوية، الصفوف 10-12 الأعمار 15-18).

### نيوزيلندا
في نيوزيلندا المدارس المتوسطة وتغطي السنوات 6-8 (المعروف سابقا باسم نماذج 1-2، مع الأطفال عموما تتراوح أعمارهم بين 10 و 13). هناك مدرسة ابتدائية كاملة التي تحتوي أيضا على السنة 7 و 8 مع الطلاب الاستمرار في المدرسة الثانوية في السنة 9 / نموذج يتضمن 3. بعض المدارس الثانوية أيضا 7 سنوات و 8. [بحاجة لمصدر]
في العقد الماضي كان هناك اهتمام متزايد في التعليم المتوسط (7-10 سنوات) مع لا يقل عن سبعة المدارس التي تقدم التعليم لهذا الانفتاح الفئة العمرية في جميع أنحاء البلاد في كل من أوكلاند، كامبريدج، هاملتون، كرايستشيرش وأعالي هوت. [بحاجة لمصدر ]
مدارس الانتقال من مرحلة ما قبل المدرسة (الذين تتراوح أعمارهم 3 -5) إلى المدرسة الإعدادية (سنوات 1-6) (من سن 5-11) المدرسة ثم المتوسطة (السنوات 7-10) (تتراوح أعمارهم بين 11 - 14/15) المدرسة ثم العليا (سنة 10-13) (الأعمار 15-18). ثم يمكنك الذهاب إلى الجامعة.

### باكستان
في باكستان المدرسة المتوسطة هي مزيج من السفلى (الدرجة 1-5) وأعالي الابتدائية (الدرجة 5-8). في بعض المؤسسات، وتوفير التعليم لل5 إلى 10 هي المعروفة باسم المدرسة الثانوية. [8]

### بولندا
المدرسة المتوسطة في بولندا، ودعا gimnazjum تم تقديمها، لأول مرة في عام 1932. وكان الهدف من التعليم للتلاميذ لا يقل عن 12 سنة من العمر واستمرت أربع سنوات. وكانت المدارس المتوسطة جزءا من النظام التعليمي حتى الإصلاح لعام 1947، باستثناء فترة الحرب العالمية الثانية.
وقد أعادت المدارس المتوسطة في بولندا في عام 1999 الآن دائم بعد ثلاث سنوات ست سنوات من التعليم الابتدائي. التلاميذ الذين يدخلون gimnazjum وعادة ما تكون 13 سنة. المدرسة المتوسطة إلزامية لجميع الطلاب، وأنه هو أيضا المرحلة النهائية من التعليم الإلزامي. في السنة الأخيرة تأخذ الطلاب اختبار موحد لتقييم مهاراتهم الأكاديمية. يسمح الهدافين أعلى في اختبار اختيار الأول من المدرسة إذا كانوا يريدون مواصلة تعليمهم، التي شجعت.

### البرتغال
في البرتغال، ومن المعروف أن المدارس المتوسطة كما 2 و 3rd دورات للتعليم الأساسي (2º ه 3º ciclos القيام ensino básico). وتضم 5 حتى 9th سنة إلزامية التعليم للأطفال ما بين عشرة وخمسة عشر سنة. بعد إصلاح التعليم لعام 1986، المدرسة التحضيرية السابقة (إسكولا preparatória) أو ليسو أصبحت جزءا من التعليم الأساسي (educação باسيكا).
التعليم الأساسي ويشمل الآن:
دورة 1ST (1º ciclo) - التعليم الابتدائي السابق
1st العام (6-7 سنة)
2nd سنوات (7-8 سنة)
3rd العام (8-9 سنة)
4th السنة (9-10 سنة)
دورة 2ND (2º ciclo) - التعليم التحضيري السابق
العام 5TH (10-11 سنة)
العام 6TH (11-12 سنة)
دورة 3RD (3º ciclo) - التعليم التحضيري السابق (تابع)
العام 7TH (12-13 سنة)
العام 8TH (13-14 سنة)
9th سنة (14-15 سنة)

### رومانيا
المدرسة المتوسطة في رومانيا، أو صالة للألعاب الرياضية، وتشمل الصفوف من 5 إلى 8. وفي نهاية الصف الثامن يأخذ الطلاب في الامتحان التحريري الذي يؤثر على 75٪ (قبل 50٪) من متوسط اللازمة للتسجيل في المدرسة الثانوية. أيضا، بسبب القانون الجديد، لا يمكنك إنهاء المدرسة المتوسطة والمدرسة الثانوية في حالة ظهور على درجة أقل من 5 في الامتحانات. [12]

### سنغافورة
تبدأ مرحلة ما قبل المدرسة في حوالي 3-6 سنوات من العمر. تصاغ المدارس الابتدائية في سن 7. المدرسة الثانوية في سن ال 13. كلية جديد أو البوليتكنيك في سن 17. وفي 18 الأولاد في الخدمة الوطنية؛ الفتيات مؤهلة لدخول الجامعة. [بحاجة لمصدر]
وترك هناك مدارس الفحص مثل PSLE خلال المرحلة الابتدائية ومستويات O في الثانوية. [بحاجة لمصدر]

### الصومال
في الصومال المدرسة المتوسطة هي السنوات الأربع بين المدرسة الثانوية والمدارس الابتدائية. تلاميذ المدارس المتوسطة تبدأ من شكل على النحو المشار إليه في الصومال أو 5 سنوات والانتهاء منه في العام 8. طلاب المدارس المتوسطة تبدأ من سن 11 والانتهاء منه عندما تكون 14-15. المواضيع، والتي تأخذ تلاميذ المدارس المتوسطة هي: الصومالية، العربية، الإنجليزية، الدين، العلوم، الجغرافيا، التاريخ، الرياضيات، المنسوجات، الفن والتصميم، التربية البدنية (PE) (كرة القدم)، وأحيانا الموسيقى. في بعض المدارس المتوسطة، وجوب دراسة الإيطالية.

### كوريا الجنوبية
في كوريا الجنوبية، وتسمى مدرسة متوسطة وhakgyo جونغ (الهانغول: 중학교؛ هانجا: 中學 校) التي تضم الصفوف من 7 إلى 9 (المشار إليها على النحو التالي: المدرسة المتوسطة درجات 1-3RD؛ تقريبا العمرية 13-15). [ 13]

### تايوان
المدارس الثانوية (ثلاث سنوات من 7 إلى 9th الصف) في جمهورية الصين (تايوان) كانت تسمى في الأصل "المدرسة الإعدادية الابتدائية". [ملاحظة 8] ومع ذلك، في أغسطس 1968، تم إعادة تسمية أنها "مدرسة مواطنين" الوسط "[ملاحظة 9] غالبا ما تترجم "الإعدادية") عندما أصبح مجانا وإلزاميا. المدرسة المتوسطة خاصة في الوقت الحاضر لا تزال تسمى "المدرسة الإعدادية الابتدائية". الطلاب التايوانيين السن من اثني عشر يحضر عادة المدرسة الثانوية. ترافق مع التحول من الإعدادية إلى المدرسة المتوسطة كان إلغاء امتحان القبول المطلوبة لدخول المدرسة المتوسطة. [14]

### بلدان يوغوسلافيا السابقة
في البوسنة والهرسك وكرواتيا والجبل الأسود وصربيا وسلوفينيا وجمهورية مقدونيا، وبلدان السابق يوغوسلافيا، srednja جامعى (الصربية الكرواتية) / srednja ŠOLA (السلوفينية) / средно училиште (المقدونية)، حرفيا «مدرسة الوسطى»، ويشير للمؤسسات التعليمية للأعمار ما بين 14 و 18، وتستمر 3-4 سنوات، وبعد المدرسة الابتدائية (الذي يستمر 8 أو 9 سنوات). جمباز هي النوع الأكثر شهرة من المدرسة «المتوسطة» في هذه البلدان.
السنوات الأربع الأخيرة من المدرسة الابتدائية هي في الواقع ما يمكن أن يسمى المدرسة الثانوية في الولايات المتحدة الأمريكية. الطلاب لديهم ما يصل إلى 12-15 مواضيع مختلفة في كل عام دراسي (معظمهم من فقط حصتين 45 دقيقة في الأسبوع). على سبيل المثال، والطلاب 7th الصف و8TH لا يكون موضوع واحد يسمى العلم ولكن ثلاثة موضوعات منفصلة تسمى الكيمياء والفيزياء والأحياء. [15]

### المملكة المتحدة
في إنجلترا، سلطات التعليم المحلية أدخلت المدارس المتوسطة في 1960s و 1970s. وقد طرحت فكرة المدارس الأوسط من قبل التقرير في Plowden لعام 1967 الذي اقترح تغيير على نموذج ثلاثي بما في ذلك المدارس الأولى للأطفال الذين تتراوح أعمارهم بين 5 و 8 مدارس الأوسط 8-12 سنة من العمر، والمدارس العليا أو الثانوية ثم ل12-16 سنة من العمر. [16] أدخلت بعض السلطات المدارس المتوسطة لأسباب أيديولوجية، وذلك تمشيا مع التقرير، في حين فعل الآخرون ذلك لأسباب أكثر واقعية تتعلق رفع سن ترك المدرسة في التعليم الإلزامي إلى 16، أو لإدخال نظام شامل. [17] [18]
أدخلت سلطات مختلفة مختلف المدارس العمرية المدى، على الرغم من أن في معظم الأحوال، واستخدمت ثلاثة نماذج:
5-8 المدارس الأولى، تليها 12/08 المدارس المتوسطة، كما اقترح في Plowden
5-9 المدارس الأولى، تليها 13/09 المدارس المتوسطة
وجاءت 10/05 المدارس الأولى التي 10-13 المدارس المتوسطة أو المدارس المتوسطة
في العديد من المجالات في المدارس الابتدائية واستخدمت بدلا من المدرسة الأولى للدلالة على الطبقة الأولى.
وبالإضافة إلى ذلك، تم تزويد بعض المدارس كما المدارس جنبا إلى جنب الطعام للتلاميذ في الفئة العمرية 5-12 باعتبارها مجتمعة المدرسة الابتدائية والمتوسطة. [17]
حوالي عام 2000 كانت المدارس المتوسطة وجنبا إلى جنب في المكان في وقت مبكر 1980s. ومع ذلك، بدأ هذا الرقم في الانخفاض في وقت لاحق 1980s مع إدخال المناهج الوطنية. انشقاقات المنهج الجديد في مراحل رئيسية شجعت في سن 11 في معظم سلطات التعليم المحلية في العودة إلى نظام من مستويين من الابتدائية (تقسيم في بعض الأحيان إلى المدارس الرضع والمدارس الإعدادية) والمدارس الثانوية. [19] وهناك الآن أقل من 200 المدارس المتوسطة لا تزال التشغيلية في المملكة المتحدة، وهذا يعني أن حوالي 90٪ من المدارس المتوسطة قد أغلقت أو عادت إلى وضع المدارس الابتدائية منذ عام 1980. [20]
في ظل التشريعات الحالية، يجب اعتبار جميع المدارس المتوسطة سواء الابتدائي أو الثانوي. وهكذا، ويطلق على المدارس التي لديها جماعات العام أكثر الأولية من KS3 أو KS4 التمهيدية تعتبر أو المنتصف-التمهيدية تعتبر، في حين أن أولئك مع التلاميذ أكثر الثانوية العمر، أو مع وتسمى التلاميذ في Y11 المرتبات الثانية اعتبرت أو المتوسط، المرتبات الثانية اعتبرت-. لأغراض إحصائية، وغالبا ما تتضمن هذه المدارس تحت فئات الابتدائية والثانوية «، كما اعتبرت». [21] والجدير بالذكر أيضا تتبع معظم المدارس أنماط التدريس في خط مع وضعهم تعتبر، مع معظم المدارس تعتبر الابتدائي تقدم منهج الطراز الأساسي تدرس بواسطة المعلم فئة واحدة، والأكثر تعتبر المرحلة الثانوية المدارس التي تتبنى نهجا أكثر محورها متخصص. من الناحية القانونية من خلال جميع المدارس المدارس المتوسطة تعتبر أيضا (يعتبر الثانوي)، على الرغم من أنها نادرا ما يشار إليها على هذا النحو.
لا تزال بعض المدارس المتوسطة موجودة في مناطق مختلفة من إنجلترا. وهي معتمدة من قبل المنتدى الأوسط المدارس الوطنية ". A قائمة المدارس المتوسطة في انكلترا هو متاح.

### اسكتلندا
في اسكتلندا، وقد جربت نظام مماثل لتلك اللغة الإنجليزية في جرانجماوث المدارس المتوسطة، فالكيرك بين عامي 1975 و 1987. [22] وتسمية المدرسة الثانوية يستخدم لبعض من خلال المدارس في أوركني وشتلاند التي تلبي احتياجات للتلاميذ من 5 حتى في سن ال 14، وعندها نقل إلى مدرسة ثانوية قريبة.

### أيرلندا الشمالية
في أيرلندا الشمالية، في مجلس بورو كريجافون منطقة في مقاطعة ارماغ، وتعمل خطة ديكسون، حيث التلاميذ يحضرون المدارس الابتدائية الذين تتراوح أعمارهم بين 4-10، ومدرسة اعدادية 11-14، ومدرسة في المدرسة الثانوية العليا أو النحوي من 14 -19. هذا لا يختلف عن نظام المدارس المتوسطة. [بحاجة لمصدر] [المرجو التوضيح]

### الولايات المتحدة الأمريكية
تاريخيا، في الولايات المتحدة، والسيطرة العامة المحلية (والبدائل الخاصة) قد سمحت لبعض الاختلاف في تنظيم المدارس. مدرسة ابتدائية تضم رياض الأطفال من خلال الصف الرابع، الصف الخامس، أو الصف السادس. يتم تدريس المواد الأساسية في المدرسة الابتدائية، وغالبا ما تبقى الطلاب في صف واحد طوال اليوم الدراسي، باستثناء التربية البدنية، المكتبة، الموسيقى، والفن الطبقات. كان هناك في عام 2001 نحو 3.6 مليون طفل في كل مرحلة دراسية في الولايات المتحدة. [23]
عادة، «المدرسة الإعدادية» هو 6TH من خلال 8th الصف، وإن كان في بعض المدارس، ويبدأ في 7.
«جديد عليا» يشمل عادة السابعة الوحيد، الثامنة، التاسعة والدرجات في بعض الأحيان. نطاق يحدد إما غالبا ما يستند إلى العوامل الديموغرافية، مثل زيادة أو نقصان في أعداد النسبية للطلاب الأصغر أو الأكبر سنا، وذلك بهدف الحفاظ على السكان المدرسة مستقرة. [24] وفي هذا الوقت، يتم منح الطلاب المزيد من الاستقلالية، الانتقال إلى الفصول الدراسية المختلفة لمختلف المواد الدراسية، والسماح لاختيار بعض المواضيع فئتها (اختيارية). عادة، بدءا من الصف التاسع والدرجات تصبح جزءا من نص رسمي الطالب.
تنسيق المدارس المتوسطة واستبدال الآن تنسيق الإعدادية من قبل نسبة حوالي 0:50 في الولايات المتحدة، ولكن اثنين على الأقل من المناطق التعليمية دمج كلا النظامين في عام 2010. [25] [26]
تم إدخال مفهوم «المدرسة الثانوية» في عام 1909، في كولومبوس، أوهايو. [27] وفي أواخر القرن ال19 والمدارس الابتدائية أكثر الأمريكية أوائل القرن 20th كان الصفوف من 1 إلى 8. ومع مرور الوقت، ازداد مفهوم المدرسة الثانوية بسرعة كما نظم المباني الحديثة والمناهج الدراسية. استمر هذا التوسع من خلال 1960s. جون وايلز، مؤلف كتاب دليل A مدير المدرسة: تطوير مدارس K-8 الناجحة قال: «مشكلة كبيرة» للنموذج الأصلي كان «إدراج الصف التاسع» بسبب عدم وجود المرونة التعليمية نظرا لاشتراط وجود لكسب ، وأن «الصف التاسع المراهقين بشكل كامل في المدرسة الثانوية لا يبدو أن تنتمي مع الطلاب تشهد بداية سن البلوغ.» الاعتمادات المدرسة الثانوية في الصف التاسع [28] الجديد المدرسة المتوسطة بدأت نموذج لتظهر في منتصف 1960s. وقال وايلز «في البداية، كان من الصعب تحديد الفرق بين المدرسة الثانوية ومدرسة متوسطة، ولكن كما المدرسة المتوسطة ترسخ، وأصبح الاختلاف أكثر وضوحا [...]». [28]
تم إنشاء المدارس الإعدادية إلى «سد الفجوة بين الابتدائية والثانوية،» التركيز الفضل لتشارلز إليوت. [29] وأعضاء هيئة التدريس وتنظيمها في الدوائر الأكاديمية التي تعمل أكثر أو أقل بشكل مستقل عن بعضها البعض.

### أوروغواي
في أوروغواي تتكون المدرسة المتوسطة العامة من مرحلتين، إلزامية تسمى «دورة بسيطة» أو «دورة الأولى». هذا ويتألف من ثلاث سنوات، تتراوح أعمارهم بين 12-13، 13-14 و14-15، واختياري واحد يسمى «الحلقة الثانية»، تتراوح أعمارهم بين 15-16، 16-17 و17-18. وتنقسم الدورة الثانية إلى 4 خيارات في الصف 5TH: «العلوم الإنسانية»، «البيولوجية»، «العلم» و «الفنون»، و 7 خيارات في 6 والصف الأخير: «القانون» أو «الاقتصاد» (إذا كان الإنسان العلوم مجراه في 5)، «الطب» أو «الهندسة الزراعية» (إذا متعقب البيولوجية في 5)، «العمارة» أو «الهندسة» (إذا متعقب العلمي في 5) و «الفنون» (إذا متعقب الآداب في 5).
والمعروف كل من هذه المراحل بأنها «يثيو» (الأسبانية عن «المدرسة الثانوية»).

### فنزويلا
في فنزويلا المدارس المتوسطة العامة لديها اسم الإسباني مختلفة من المدارس الخاصة. ويشمل نظام المدرسة السنة التحضيرية قبل الصف الأول، لذلك يتم إجراء مقاصة بين مستويات الصف الاسمية بالمقارنة مع دول أخرى (ما عدا تلك البلدان الذين لديهم مسبقا إلزامية المدرسة). المدارس المتوسطة هي من 7th الصف (أي ما يعادل 8th الصف US) إلى الصف ال11، وهو ما يعادل الصف 12th.
في بعض المؤسسات التي كانت تسمى «المدارس الفنية» هناك درجة إضافية، لأولئك الذين يريدون أن يتخرج باسم «فني الأوسط» في منطقة معينة. وهذا من شأنه التعليم تسمح لهم أن تستأجر على مستوى أعلى، أو الحصول على عرض أكثر سهولة في مهنة الكلية.
هناك «اختبار الكلية» من الجامعات الرئيسية في البلاد. تقدمهم على هذا الاختبار قد تسمح لهم بالحصول على بسرعة أكبر بقعة داخل المؤسسة. طلاب من ذوي المؤهلات العالية خلال المدرسة الثانوية، والحصول على مزيد من فرص الحصول على الفور.

### الإمارات العربية المتحدة
تشكل مرحلة المتوسط أو الإعدادية في الإمارات مدة ثلاث سنوات، وتتكون من الصف السادس في بعض المدارس الخاصة، والصف السابع والثامن والتاسع في المدارس الحكومية والخاصة الأخرى. وعند انتهاء المرحلة المتوسطة، يتخرج الطلاب لينتقلوا إلى مرحلة المدرسة الثانوية.